# محمد حفظي
محمد حفظي (مواليد 13 مارس 1975) هو منتج أفلام وكاتب سيناريو مصري، عمل ككاتب سيناريو وقام بتأليف العديد من الأفلام المعروفة مثل السلم والثعبان وتيتو وفتح عينيك، ثم بدأ حياته كمنتج سينمائي وقام بتأسيس شركته (فيلم كلينك) وقام بإنتاج العديد من الأفلام في مصر ثم شارك أيضاً في تأسيس شركة (ميديا كلينيك) للأعمال التلفزيونية.

## حياته
ولد في القاهرة عام 1975، ودرس الهندسة في لندن (جامعة برنيل) وبعد ذلك عاد إلى مصر ليبدأ عمله ككاتب سيناريو، وبعد سنتين ساهم في مجال إدارة مواهب وورش العمل للمبتدئين.
أنشأ محمد حفظي شركة فيلم كلينيك في عام 2007، التي بدأت كورشة سيناريو لتدريس فن كتابة الأفلام، يقوم فيها حفظي بالتدريس بنفسه، ثم أصبحت شركة إنتاج سينمائي. وبدأت إنتاجها عام 2008 بفيلمان حققا إيرادات جيدة وأثارا استحسان النقاد المصريين، وهما ورقة شفرة وزي النهاردة.

## أعماله كمؤلف
- 2001: السلم والثعبان
- 2004: تيتو
- 2005: فتح عينيك
- 2005: ملاكي إسكندرية
- 2007: التوربيني
- 2007: 45 يوم
- 2008: آخر كلام
- 2014: وردة
- 2014: من ألف إلى باء
- 2015: أسوار القمر
- 2020: رأس السنة

## أعماله كمنتج

### الأفلام
- 2001: السلم والثعبان
- 2004: تيتو
- 2008: ورقة شفرة
- 2008: زي النهاردة
- 2009: العالمي
- 2010: سمير وشهير وبهير
- 2011: ميكروفون
- 2011: 18 يوم
- 2012: عشم
- 2013: فيلا 69
- 2013: فرش وغطا
- 2014: وردة
- 2014: من ألف إلى باء
- 2015: يا طير الطاير
- 2015: قبل زحمة الصيف
- 2015: المنعطف
- 2016: هيبتا
- 2016: علي معزة وإبراهيم
- 2016: اشتباك
- 2016: أخضر يابس
- 2017: شيخ جاكسون
- 2017: البحث عن أم كلثوم
- 2018: يوم الدين
- 2018: عيار ناري
- 2019: سواح
- 2019: بعلم الوصول
- 2020: رأس السنة
- 2020: خط دم
- 2020: الأقصر

### المسلسلات
- 2017: سابع جار
- 2017: أنا شهيرة أنا الخائن
- 2018: السهام المارقة
- 2019: زودياك
- 2020: ما وراء الطبيعة
- 2020: في كل أسبوع يوم جمعة

## وصلات خارجية
- محمد حفظي على موقع IMDb (الإنجليزية)
- محمد حفظي على موقع الدهليز
- محمد حفظي على موقع قاعدة بيانات الأفلام العربية
- محمد حفظي على موقع قاعدة بيانات الفيلم (الإنجليزية)